# Ah, l'amore che cos'è/Ma ti penso, sai
Ah, l'amore che cos'è/Ma ti penso, sai è il 26° singolo di Orietta Berti pubblicato in Italia nel 1970. Venne pubblicato anche in Germania e, l'anno successivo, anche in Giappone e Jugoslavia.

## Tracce
1. Ah, l'amore che cos'è – 2:30 (Corrado Conti, Daniele Pace e Mario Panzeri)
2. Ma ti penso, sai – 2:55 (Noel Coutisson, Aldo Cazzulani e Roberto Arnaldi)

## Brani

### Ah, l'amore che cos'è
Ah, l'amore che cos'è  viene presentato nel programma condotto da Paolo Villaggio, Senza rete (programma televisivo) nel 1971. Sempre nel 1971 la canzone viene presentata a Canzonissima arrivando 5* nella classifica finale.

### Ma ti penso, sai
Ma ti penso, sai  la canzone pubblicata sul lato B del singolo e fu la sigla del programma radiofonico di Radio Montecarlo "Pensando a te".
Ritorna amore / Ma ti penso, sai la Polydor incide come lato b di Ritorna amore   sempre cantate dalla Berti nel 1971.L'Orchestra Giulio Libano